# Henrik Stampe (1794-1876)
 Der er flere personer med dette navn, se Henrik Stampe.
Henrik (også Hendrik) lensbaron Stampe (født 30. december 1794 i København, død 11. juni 1876 på Nysø) var en dansk lensbesidder og mæcen, gift med Christine Stampe og far til Henrik Stampe og Holger Stampe-Charisius.

## Godsejeren
Han var søn af lensbaron Holger Stampe og Kirsten Kaas. 12. februar 1820 ægtede han i Napoli Christine Marguérite Salome Dalgas (1797-1868), og ved faderens død i 1827 tiltrådte han besiddelsen af baroniet Stampenborg. Henrik Stampe fortsatte skovenes indfredning, og de blev forsynet med veje. Han anlagde en dyrehave på 100 tønder land, hoveriet blev ophævet, og nye skoler oprettedes på baroniet. Han og hans hustru skænkede større pengesummer til fædrelandet i krigens tid. Han anlagde med megen talent en frugttræskole og blomsterhave, hvortil de bedste og mest sjældne eksemplarer blev hentet fra udlandet. Selve slotshaven fik et nyt glashus til overvintring af sartere vækstarter og efterhånden prydedes haven yderligere med marmor og terracotta-postamenter.

## Psykisk lidelse
Henrik Stampe var i perioder psykisk uligevægtig og havde desuden en excentrisk adfærd. Han var passioneret motionist, nøgenbader og vegetar og i det hele taget aparte i sin opførsel, også uden for sine sygdomsperioder. På grund af denne naturfilosofiske indstilling er Stampe blevet kaldt rousseauist. Han var også begejstret for musik og poesi og komponerede og skrev selv. I lange perioder var det hustruen, som bestyrede godset.

## Mæcenen
Henrik og Christine Stampe var nogle af guldalderperiodens største mæcener, og hovedbygningen på Nysø blev prydet med en smuk samling af kunstværker. Til de faste besøgende, især om sommeren, hørte bl.a. H.C. Andersen, Carsten Hauch og hustruen Rinna. Også digteren Adam Oehlenschläger og kunsthistorikeren N.L. Høyen hørte til det livlige selskabsliv, som fandt sted enten på herregården Nysø eller i familiens skiftende domiciler i hovedstaden. Stampe-parret lærte N.F.S. Grundtvig at kende, da han en tid var prædikant i Præstø, og Christine Stampe søgte at gøre Grundtvig til åndelig vejleder for sin syge ægtefælle. I Henrik Stampes tid blev godset hædret ved et besøg af kong Christian 8. og dronning Caroline Amalie.
Et højdepunkt blev nået, da Bertel Thorvaldsen efter sin hjemkomst fra 1839 tog ophold på Nysø, hvor et atelier blev opført til hans brug. Ligesom Thorvaldsen var Henrik og Christine Stampe hele livet nært knyttet til Italien, hvor de havde lært hinanden at kende hos hendes broder Christian Dalgas, der var handelsmand i Livorno. De fik dog ikke kun gode minder med hjem fra Syden, for på et ophold i Livorno i 1829-30 døde to af deres små sønner. I 1841 fulgtes de med Thorvaldsen på rejse i Italien.
Henrik Stampe er gengivet af Thorvaldsen i relieffet Henrik Stampe og to sønner (Thorvaldsens Museum, inv. nr. A637), som billedhuggeren udførte på Nysø. Her ses Stampe nøgen efter en svømmetur i Præstø Fjord. Stampe er desuden gengivet i tegninger af Thorvaldsen og på fotografier af Jens Petersen og Peter Most (Det Kongelige Bibliotek).

## Børn
1. Henrik lensbaron Stampe (1821-1892)
2. Holger Frederik lensbaron Stampe-Charisius (1822-1904)
3. Kirsten Marie Elisabeth "Elise" baronesse Stampe (1824), stiftsdame i Vallø Stift
4. Jean August Carl Louis Fritz Stampe (1826-1830)
5. Christian Emil Stampe (1828-1830)
6. Christian Herman Stampe (1831-), ejer af Aldershvile og kejserlig østrigsk dragonofficer 1854-64
7. Jeanina baronesse Stampe (1833-1861), stiftsdame i Vallø Stift